# Родниковский машиностроительный завод

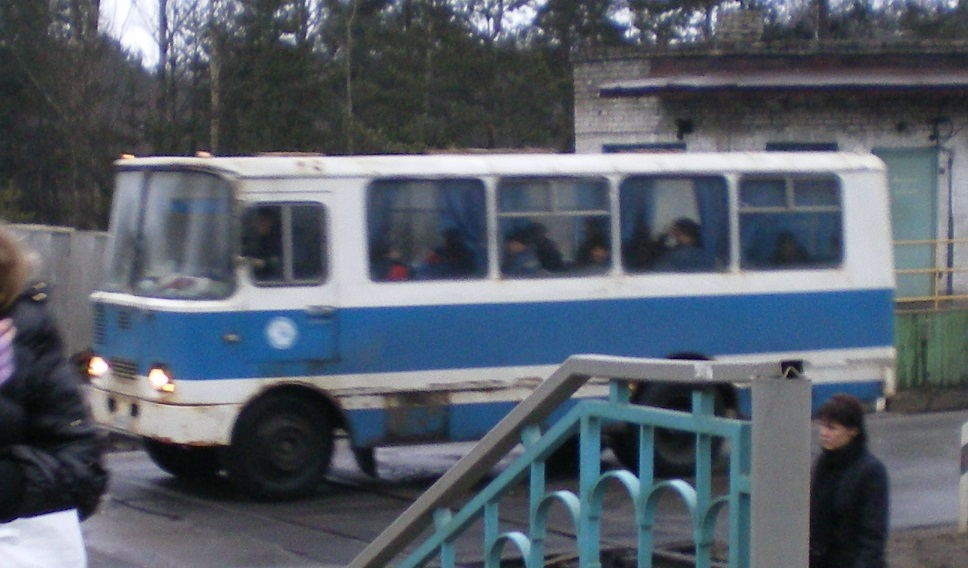
Автобус Родник-3230 в Кузьмолово

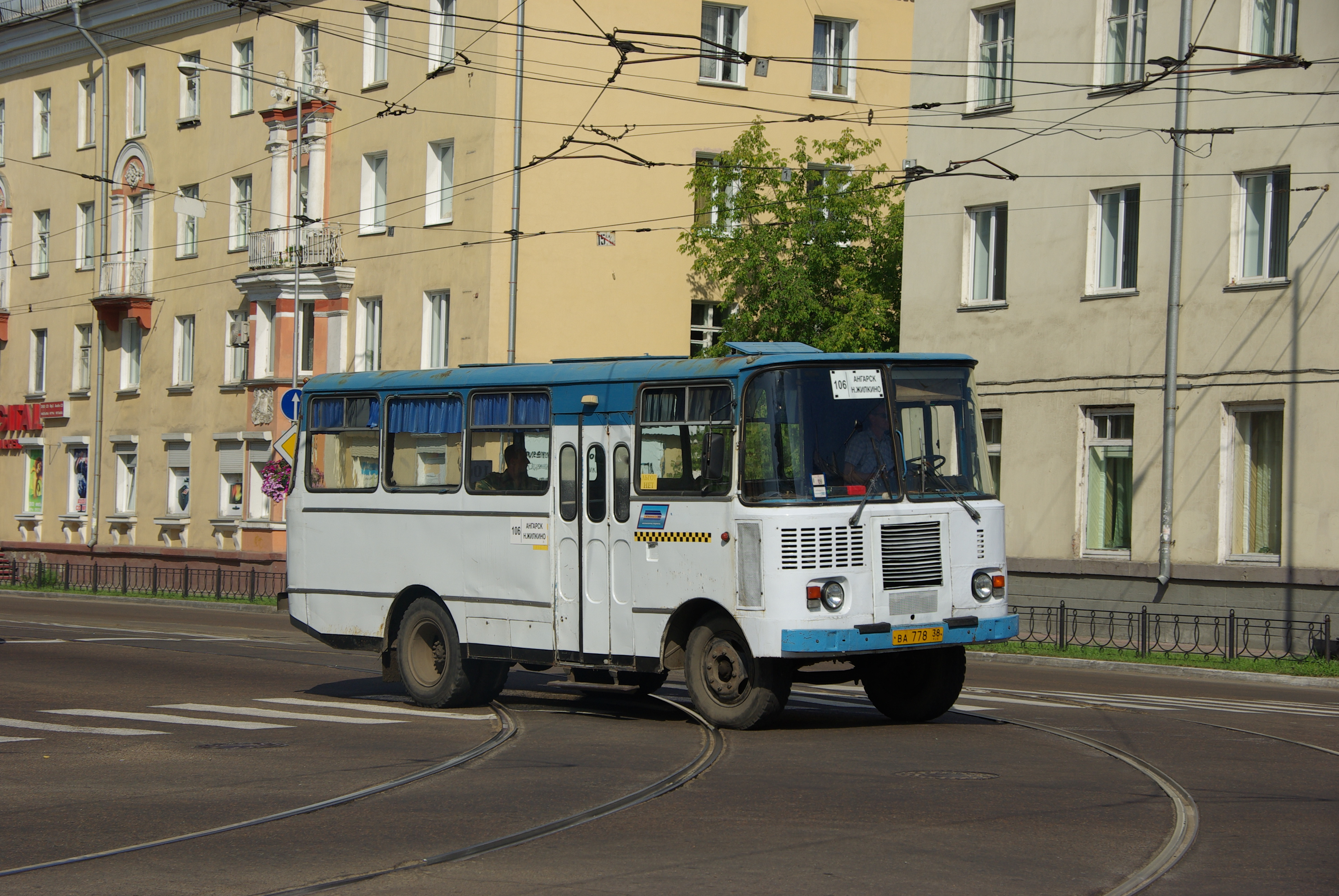
Автобус Родник-3230 на регулярном маршруте в Ангарске

ЗАО «Родниковский машиностроительный завод» (РМЗ, РУП «Родник») — предприятие в городе Родники Ивановской области, специализирующееся на производстве горно-шахтного оборудования. В 1996—2008 годах также занималось мелкосерийным производством автобусов марки «Родник».

## История
Родниковский машиностроительный завод построен в середине 1980-х годов. Входил в структуру Министерства среднего машиностроения СССР. В 1994 году завод стал акционерным обществом и получил наименование Родниковское управление предприятий (РУП).
В 1995 году на заводе началось производство автобусов по документации Чкаловского автобусного завода. На РМЗ уехали ряд ведущих специалистов ЧАЗа, в том числе главный конструктор Виктор Иванович Руденко и главный инженер Иван Алексеевич Бондаренко. Первый автобус мало чем отличался от ЧАЗ-3223 и получил название Родник-3230. Автобус Родник-3230 построен на шасси грузовика ЗИЛ-130. Кузов каркасный с металлической обшивкой, имеет вагонную компоновку. Двигатель ЗИЛ-508.10 расположен в передней части автобуса. Место водителя — слева от двигателя. В салоне установлены сиденья для 24 пассажиров (общее число мест — 37). Для пассажиров имеется трёхстворчатая дверь ширмового типа в правом борту. Для водителя имеется отдельная дверь. Эти почти точные копии Таджикистана-5 делали до 1998 года, когда была разработана более усовершенствованная модель Родник-32301. На модернизированном автобусе Родник-32301 была установлена более надежная двустворчатая входная дверь в салон вместо трёхстворчатой. А дверь аварийного выхода стала теперь ниже линии окон. Это позволило, сохраняя на месте аварийный выход, не нарушать в этом месте жёсткости кузова, с точки зрения эстетики такой вариант также более предпочтителен. На РМЗ рассматривался вариант создания удлинённого пассажирского варианта выпускаемого автобуса (размер базы 4500 мм) с двумя полноценными выходами и 31 посадочным местом. В 1998 году РМЗ попытался предложить потребителю глубокую модернизацию автобуса Родник-32301, которая получила название Родник-4230. Новый автобус имел совершенно новый кузов с тонированными стеклами и улучшенной отделкой салона, но Родник-4230 оказался практически не востребован, так как такой автобус сильно прибавляет в цене при том, что, по сути, остаётся всё тем же рамным автобусом на грузовом шасси ЗИЛ с двигателем впереди. В пределах возросшей цены можно сделать современный автобус с двигателем в заднем свесе. Единственный Родник-4230 работает в интернате города Кинешма.
Помимо автобусов в Родниках в 2006 году начали изготовлять грузопассажирские кузова передвижных линейных мастерских (МПЛ-3031), монтируемых на полноприводные автомобили ГАЗ-3308. По многим элементам кузова эти фургоны унифицированы с выпускаемыми автобусами и выглядят очень аккуратно. В кузове МПЛ-3031 шесть пассажирских мест, рабочий верстак с тисками, шкаф для спецодежды и место для размещения дополнительного инвентаря.
Большинство автобусов поставлялось на экспорт в республики Средней Азии. Завод, не преодолев планку сертификации под Euro 3, свернул выпуск морально устаревшей модели Родник-32301 в 2008 году, но при этом продолжал производство кузовов для капитально-восстановительного ремонта. На предприятии изготовляют специальные модификации автобусов. Так по заказу Федерального агентства по атомной энергетике в Родниках была изготовлена партия специальных грузопассажирских автобусов для перевозки контейнеров с радиоактивными изотопами под круглосуточным наблюдением военизированной охраны.

## Модели
- Родник-3230 — автобус малого класса на шасси ЗИЛ-4333. Выпускался в 1995—1998 годах.

- Родник-32301 — его модернизированная версия. Выпускался в 1998—2008 годах.

- Родник-4230 — опытный автобус среднего класса. Изготовлен в 1998 году в единственном экземпляре.
- МПЛ-3031 — мастерская на шасси ГАЗ-3308.